# Thalaina nessostoma
Thalaina nessostoma är en fjärilsart som beskrevs av Turner 1919. Thalaina nessostoma ingår i släktet Thalaina och familjen mätare. Inga underarter finns listade i Catalogue of Life.